# Marina Pagano
Marina Pagano, anche Mara, all'anagrafe Maria (Napoli, 16 dicembre 1939 – Roma, 19 gennaio 1990), è stata una cantante e attrice italiana.

## Biografia
Nacque il 16 dicembre 1939 nel rione Stella di Napoli da una famiglia composta da otto figli, figlia di Guglielmo Pagano, un mandolinista, e sorella minore di Angela Pagano. A diciannove anni Marina si trasferì a Roma dove poi lavorò con Eduardo De Filippo. Iniziò la carriera come interprete nello spettacolo Napoli notte e giorno di Raffaele Viviani, diretto da Giuseppe Patroni Griffi, e iniziò a guadagnarsi fama nel Socrate immaginario di Ferdinando Galiani, con Gianna Giachetti e Nino Taranto.
Nel 1970 arrivò lo spettacolo che le ottenne un grande successo Io, Raffaele Viviani di Antonio Ghirelli e del marito Achille Millo, con lo stesso Millo alla regia e in veste d'attore insieme ad Antonio Casagrande e Franco Acampora. Spettacolo questo ripreso varie volte fino al giugno 1979, anno in cui fu portato a New York e acclamato dal pubblico e dalla critica americana.
Nel 1971 la televisione italiana le dedicò un programma dal titolo Incontro con Marina Pagano, con al suo fianco Vittorio De Sica. L'attrice fu poi protagonista dell'originale televisivo Le Farfalle di Dante Guardamagna e, a teatro, dello spettacolo di Alessandro Fersen Le diavolerie.
Nel 1972, nello spettacolo di Achille Millo Amatevi gli uni sugli altri, tratto dall'opera di Jacques Prévert, Marina Pagano si rivelò oltre che sensibile attrice, anche una struggente interprete delle canzoni che furono successi di grandi cantanti come Édith Piaf, Juliette Gréco, Gilda Mignonette e Marianne Oswald. Nel 1979 fece parte del cast de I misteri di Napoli di Mastriani con la regia televisiva di Ugo Gregoretti.
Nel giugno del 1980 invece fu la protagonista, per la televisione, della trasmissione in quattro puntate Una voce... una donna in onda sulla Rete 2, interpretando grandi donne dello spettacolo come Edith Piaf, Judy Garland, Gilda Mignonette e Anna Fougez.
Tra le varie apparizioni cinematografiche vi fu quella del 1981 nel primo film di Massimo Troisi Ricomincio da tre, dove interpretò il ruolo della zia Antonia. Nel 1986 apparve in Le farse cavaiole adattamento di Giuseppe Rocca da Vincenzo Braca.
Morì a Roma il 19 gennaio 1990 a causa di un tumore all'età di 50 anni. Le sue ceneri e quelle del marito Achille Millo, morto nel 2006, furono poste nel cimitero romano di Prima Porta. Il drammaturgo Aniello Nigro le dedicò lo spettacolo di prosa Mani nel fuoco.

## Carriera
Nel 1973 incise il suo primo disco, Jesce sole, curato da Roberto De Simone e Achille Millo. Nello stesso anno partecipò alla Piedigrotta: Le nuove Canzoni di Napoli. Nel 1974 partecipò, con la canzone Michelemmà, a Canzonissima.
Nel suo secondo LP, dal titolo Io vi racconterò, incorporò dieci canzoni d'amore di autori italiani e stranieri. Con lo stesso titolo, Marina Pagano presentò un recital nei maggiori teatri italiani. Dopo il successo ottenuto da questo, nel 1975 seguì il recital A modo mio.... Furono quegli gli anni in cui, per l'interprete, scrissero canzoni autori come Enrico Medail, Fiorenzo Carpi, Giorgio Gaslini e Bruno Nicolai.
Marina Pagano fu invitata a rappresentare l'Italia nell'allora URSS, a Baku, in Azerbaigian, quale interprete del proprio Paese.

### Discografia

#### Album in studio
- 1973 – Jesce sole
- 1975 – Io... Raffaele Viviani... (con Achille Millo, Antonio Casagrande e Franco Acampora)
- 1975 – Io vi racconterò
- 1985 – La vita mia
- 1994 – Una voce una donna

#### Singoli
- 1973 – Tu suone a chitarra e io canto/'A terra ca nun dà cchiù sciure
- 1974 – Tammurriata nera/Michelemmà
- 1975 – Il mio terzo uomo/Un giovedì alle cinque
- 1975 – Brasilia Carnaval/Il mio terzo uomo
- 1975 – Sacco e Vanzetti/Sò bammanella 'e copp 'e quartiere

## Teatrografia parziale
- Viva l'Italia! (1955)
- Le Troiane (1958)
- Napoli notte e giorno, regia di Giuseppe Patroni Griffi (1969)
- Socrate immaginario, regia di Galiani
- Io, Raffaele Viviani, regia Achille Millo (1970)
- Le diavolerie, regia di Alessandro Fersen (1971)
- Amatevi gli uni sugli altri, regia di Achille Millo (1972)
- La gatta Cenerentola, regia di Roberto De Simone
- Idillio villereccio, regia di Giacomo Colli (1979)
- Il vicolo, regia di Achille Millo (1981)
- Le serve, regia di Mario Santella (1982)
- La Morsa, regia di Maricla Boggio (1983)
- Le Farse Cavaiole, regia di Giuseppe Rocca (1986)
- O di uno o di nessuno, regia di Giuseppe Rocca (1987)

## Filmografia
- La fabbrica dei soldi, regia di Riccardo Pazzaglia (1965)
- Pensando a te, regia di Aldo Grimaldi (1969)
- Gegè Bellavita, regia di Pasquale Festa Campanile (1979)
- Ricomincio da tre, regia di Massimo Troisi (1981)